# Goya/Beste Maske

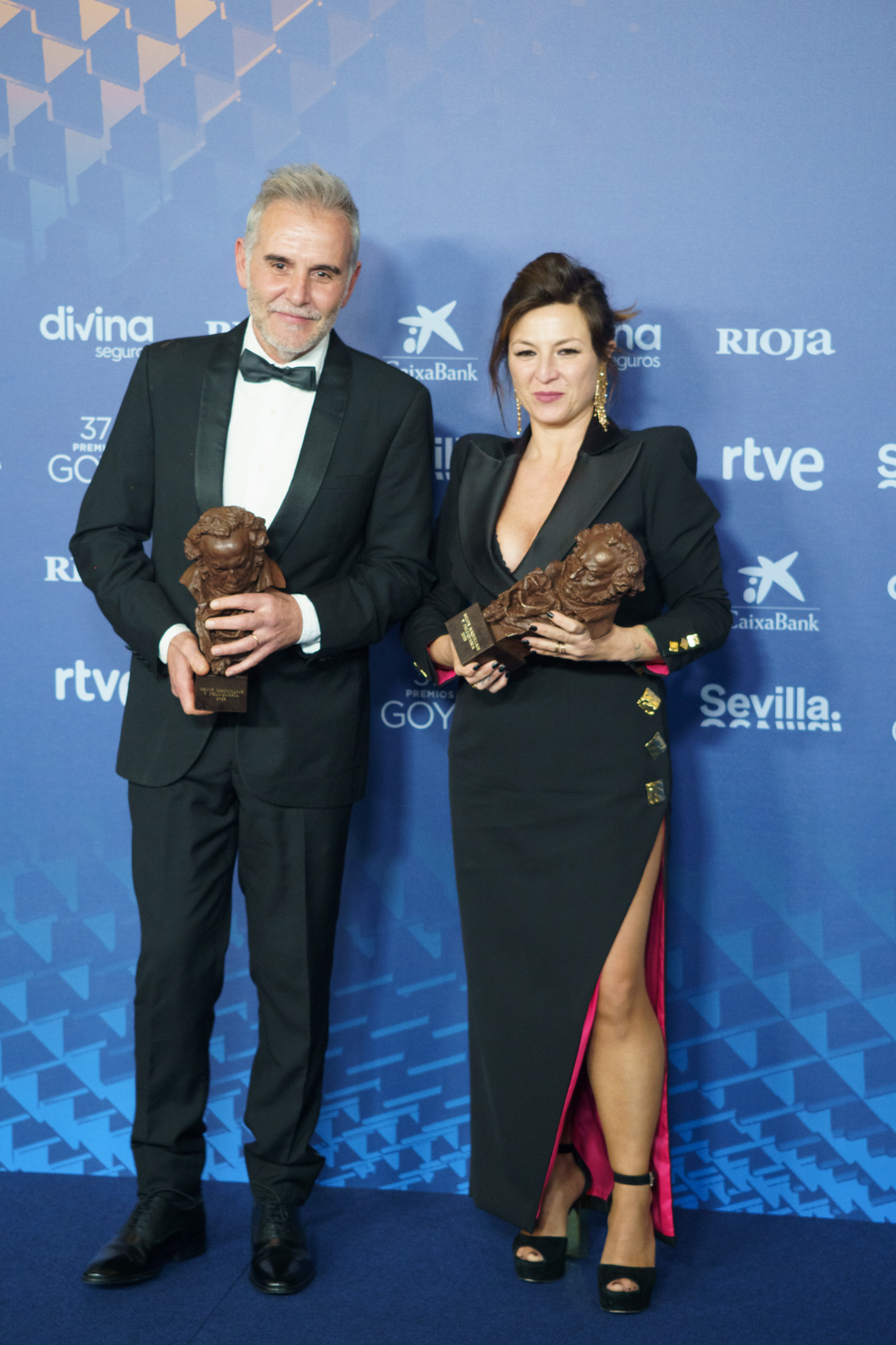
Die Preisträger von 2023: Félix Terrero und Yolanda Piña

Gewinner und Nominierte für den spanischen Filmpreis Goya in der Kategorie Beste Maske (Mejor maquillaje y peluquería) seit der ersten Verleihung im Jahr 1987. Ausgezeichnet werden die besten Maskenbildner und Haarstylisten einheimischer Filmproduktionen (auch spanische Koproduktionen) des jeweils vergangenen Jahres.
| Statistik                          | Name                 | Anzahl | Jahr                                                                   |
| ---------------------------------- | -------------------- | ------ | ---------------------------------------------------------------------- |
| Häufigste Auszeichnungen           | José Quetglas        | 7      | 1996, 1998, 2000, 2007, 2009, 2011, 2015                               |
| Häufigste Auszeichnungen           | José Antonio Sánchez | 5      | 1990, 1991, 1995, 1996, 2004                                           |
| Häufigste Nominierungen (* = Sieg) | Juan Pedro Hernández | 11     | 1989, 1990, 1991 (2×), 1992, 1995, 1996, 1997* (2×), 2000, 2001        |
| Häufigste Nominierungen (* = Sieg) | José Quetglas        | 11     | 1996*, 1998*, 1999, 2000*, 2001, 2007*, 2008, 2009* (2×), 2011*, 2015* |
| Häufigste Nominierungen (* = Sieg) | José Antonio Sánchez | 10     | 1987, 1989, 1990* (3×), 1991*, 1995*, 1996, 2004*, 2010                |
| Häufigste Nominierungen (* = Sieg) | Romana González      | 9      | 1989*, 1990 (2×), 1992*, 1993, 1995, 2001*, 2006*, 2009                |
| Häufigste Nominierungen (* = Sieg) | Josefa Morales       | 9      | 1989*, 1990 (2×), 1992*, 1993, 1995, 2001*, 2006*, 2009                |
| Häufigste Nominierungen (* = Sieg) | Karmele Soler        | 9      | 2004, 2005, 2011 (2×), 2012*, 2016, 2020, 2022, 2025*                  |
| Häufigste Nominierungen ohne Sieg  | Alicia López         | 8      | 1997, 1999, 2003, 2004, 2005, 2009, 2016, 2017                         |

Die unten aufgeführten Filme werden mit ihrem deutschen Verleihtitel (sofern vorhanden) angegeben, danach folgt in Klammern in kursiver Schrift der spanische Originaltitel.

## 1980er Jahre
1987
Fernando Florido – Dragon rapide
- José Antonio Sánchez – El viaje a ninguna parte

1988
Nicht vergeben

1989
Romana González und Josefa Morales – Remando al viento
- Ángel Luis de Diego und Alicia Regueiro – Das Ohrläppchen des Diktators (Espérame en el cielo)
- Juan Pedro Hernández und Agustín Cabiedes – El Lute II: Mañana seré libre
- Jesús Moncusi und Gregorio Ros – Frauen am Rande des Nervenzusammenbruchs (Mujeres al borde de un ataque de nervios)
- José Antonio Sánchez und Paquita Núñez – El Dorado – Gier nach Gold (El Dorado)

## 1990er Jahre
1990
José Antonio Sánchez und Paquita Núñez – El niño de la luna
- Romana González und Josefa Morales – Montoyas y tarantos
- Romana González, José Antonio Sánchez, Mercedes Guillot und Josefa Morales – La noche oscura
- Juan Pedro Hernández und Jesús Moncusi – El mar y el tiempo
- Chass Llach und Poli López – Si te dicen que caí
- Jesús Moncusi und Gregorio Ros – Die Dinge der Liebe (Las cosas del querer)
- Paquita Núñez und José Antonio Sánchez – Twisted Obsession (El sueño del mono loco)

1991
José Antonio Sánchez und Paquita Núñez – Ay Carmela! – Lied der Freiheit (¡Ay, Carmela!)
- Juan Pedro Hernández und Jesús Moncusi – Fessle mich! (¡Átame!)
- Juan Pedro Hernández und Leonardo Straface – Yo soy ésa

1992
Romana González und Josefa Morales – Der verblüffte König (El rey pasmado)
- Juan Pedro Hernández – Beltenebros
- Jesús Moncusi und Gregorio Ros – High Heels (Tacones lejanos)

1993
Paca Almenara – Aktion Mutante (Acción mutante)
- Ana Ferreira und Ana Lorena – Belle Epoque (Belle epoque)
- Romana González und Josefa Morales – The Fencing Master (El maestro de esgrima)

1994
Solange Anmaitre und Magdalena Álvarez – Tirano Banderas
- Odile Fourquin und María del Mar Paradela – Madre Gilda (Madregilda)
- Gregorio Ros und Jesús Moncusi – Kika

1995
José Antonio Sánchez und Paquita Núñez – Canción de cuna
- Romana González und Josefa Morales – Deine Zeit läuft ab, Killer (Días contados)
- Juan Pedro Hernández und Manolo Carretero – Im Sog der Leidenschaft (La pasión turca)

1996
José Quetglas, José Antonio Sánchez und Mercedes Guillot – El día de la bestia
- Juan Pedro Hernández und Antonio Panizza – Mein blühendes Geheimnis (La flor de mi secreto)
- Ana Lozano, Carlos Paradela und Jesús Moncusi – Nadie hablará de nosotras cuando hayamos muerto

1997
Juan Pedro Hernández, Esther Martín und Mercedes Paradela – El perro del hortelano
- Paca Almenara und Alicia López – La celestina
- Juan Pedro Hernández, Ana Lozano, Esther Martín und Manolo García – Libertarias

1998
José Quetglás und Mercedes Guillot – Perdita Durango
- Cristóbal Criado und Alicia Pérez – La herida luminosa
- Francisca Guillot und Miguel Sesé – Lorca – Mord an der Freiheit (Muerte en Granada)

1999
Gregorio Ros und Antonio Panizza – Das Mädchen deiner Träume (La niña de tus ojos)
- Paca Almenara, Colin Arthur und Silvie Imbert – Virtual Nightmare – Open Your Eyes (Abre los ojos)
- Cristóbal Criado und Alicia López – El abuelo
- Mercedes Guillot und José Quetglás – Los años bárbaros

## 2000er Jahre
2000
José Quetglás, Blanca Sánchez und Susana Sánchez – Goya (Goya en Burdeos)
- Lourdes Briones, Manolo Carretero, Annie Marandin und Paillete Marandin – Volavérunt
- Juan Pedro Hernández und Jean Jacques Puchu – Alles über meine Mutter (Todo sobre mi madre)
- Ana López-Puigcerver und Teresa Rabal – La lengua de las mariposas

2001
Romana González und Josefa Morales – Besos para todos
- Paca Almenara und Antonio Panizza – You’re the One (una historia de entonces)
- Mercedes Guillot und José Quetglás – Allein unter Nachbarn – La comunidad (La comunidad)
- Juan Pedro Hernández und Esther Martín – Lázaro de Tormes

2002
Mercedes Guillot und Miguel Sesé – Juana la Loca
- Manolo García, Ana Lozano und Antonio Panizza – Sin noticias de Dios
- Concha Martí und Ruth García – Buñuel y la mesa del rey Salomón
- Ana López-Puigcerver und Belén López-Puigcerver – The Others

2003
Gregorio Ros und Pepito Juez – El embrujo de Shanghai
- Paca Almenara, Alicia López und Antonio Panizza – Historia de un beso
- Mónica Núñez und Gemma Planchadell – Ralf Königs Lysistrata (Lisistrata)
- Susana Sánchez – Wenn die Glocke 13 schlägt (Trece campanadas)

2004
José Antonio Sánchez und Paquita Núñez – Clever & Smart (La gran aventura de Mortadelo y Filemón)
- Miguel Sesé und Natalia Sesé – Carmen
- Cristóbal Criado und Alicia López – Hotel Danubio
- Paco Rodríguez H. und Karmele Soler – Das Novembermanifest (Noviembre)

2005
Jo Allen, Ana Ruiz-Puigcerber, Mara Collazo und Manolo García – Das Meer in mir (Mar adentro)
- Paca Almenara und Alicia López – Alles was ich an euch liebe (Seres Queridos)
- Karmele Soler und Paco Rodríguez – Inconscientes
- Susana Sánchez und Patricia Rodríguez – Tiovivo c. 1950

2006
Romana González und Josefa Morales – Camarón – Als Flamenco Legende wurde (Camarón)
- Carlos Hernández und Manolo García – Princesas
- Jorge Hernández und Fermín Galán – El calentito
- Annie Marandin und Paillete Marandin – Die Daltons gegen Lucky Luke (Les Dalton)

2007
José Quetglas und Blanca Sánchez – Pans Labyrinth (El laberinto del fauno)
- Ana Lozano und Massimo Gattabrusi – Volver – Zurückkehren (Volver)
- José Luis Pérez – Alatriste
- Ivana Primorac, Susana Sánchez und Manuel García – Goyas Geister (Goya’s Ghosts)

2008
Lola López und Itziar Arrieta – Das Waisenhaus (El orfanato)
- Lourdes Briones und Fermín Galán – Oviedo Express
- Mariló Osuna, Almudena Fonseca und Pepito Juez – Las 13 rosas
- José Quetglás und Blanca Sánchez – Der Erde so nah – The Heart of the Earth (El corazón de la tierra)

2009
José Quetglás, Nieves Sánchez und Mar Paradela – Misión: Salvar la Tierra
- Sylvie Imbert und Fermín Galán – Los girasoles ciegos
- Romana González, Alicia López und Josefa Morales – Sangre de mayo
- José Quetglás und Nieves Sánchez – La conjura de El Escorial

## 2010er Jahre
2010
Jan Sewell und Suzanne Stokes-Munton – Agora – Die Säulen des Himmels (Agora)
- Raquel Fidalgo und Inés Rodríguez – Cell 211 (Celda 211)
- Massimo Gattabrusi und Ana Lozano – Zerrissene Umarmungen (Los abrazos rotos)
- José Antonio Sánchez und Paquita Núñez – El cónsul de Sodoma

2011
Pedro Rodríguez, Nieves Sánchez und José Quetglás – Mad Circus – Eine Ballade von Liebe und Tod (Balada triste de trompeta)
- Satur Merino und Alma Casal – Pa negre
- Paco Rodríguez und Karmele Soler – Und dann der Regen (También la lluvia)
- Martín Macías Trujillo, Karmele Soler und Paco Rodríguez – The Outlaw – Krieger aus Leidenschaft (Lope)

2012
David Martí, Manolo Carretero und Karmele Soler – Die Haut, in der ich wohne (La piel que habito)
- Ana López-Puigcerver und Belén López-Puigcerver – Blackthorn
- Jesús Martos und Concha Rodríguez – Eva
- Sergio Pérez, Nacho Díaz und Montse Boqueras – No habrá paz para los malvados

2013
Sylvie Imbert und Fermín Galán – Blancanieves
- Alessandro Bertolazzi, David Martí und Montse Ribé – The Impossible (Lo imposible)
- Sylvie Imbert und Noé Montes – Das Mädchen und der Künstler (El artista y la modelo)
- Yolanda Piña – Kings of the City (Grupo 7)

2014
María Dolores Gómez Castro, Javier Hernández Valentín, Pedro Rodríguez und Paco Rodríguez Frías – Die Hexen von Zugarramurdi (Las brujas de Zugarramurdi)
- Eli Adánez und Sergio Pérez – Drei Hochzeiten zu viel (3 bodas de más)
- Lola López und Itziar Arrieta – La gran familia española
- Ana López-Puigcerver und Belén López-Puigcerver – Grand Piano – Symphonie der Angst (Grand Piano)

2015
Pedro Rodríguez, José Quetglas und Carmen Veinat – Shrew’s Nest (Musarañas)
- Marisa Amenta und Néstor Burgos – Wild Tales – Jeder dreht mal durch! (Relatos salvajes)
- Raquel Fidalgo, David Martí und Noé Montes – El Niño – Jagd vor Gibraltar (El Niño)
- Yolanda Piña – La isla mínima – Mörderland (La isla mínima)

2016
Pablo Perona, Paco Rodríguez H. und Sylvie Imbert – Nobody Wants the Night (Nadie quiere la noche)
- Esther Guillem und Pilar Guillem – La novia
- Alicia López, Karmele Soler, Manolo García und Pedro de Diego –  Palmen im Schnee – Eine grenzenlose Liebe (Palmeras en la nieve)
- Ana Lozano, Fito Dellibarda und Massimo Gattabrusi – Ma Ma – Der Ursprung der Liebe (Ma Ma)

2017
Marese Langan und David Martí – Sieben Minuten nach Mitternacht (A Monster Calls)
- Milu Cabrer, Alicia López und Pedro Rodríguez – 1898. Los últimos de Filipinas
- Ana López-Puigcerver, Sergio Pérez Berbel und David Martí – Julieta
- Yolanda Piña – Paesa – Der Mann mit den tausend Gesichtern (El hombre de las mil caras)

2018
Gorka Aguirre, Olga Cruz und Ainhoa Eskisabel – Handia
- Eli Adánez, Sergio Pérez Berbel und Pedro de Diego – Oro
- Jesús Gil, Lola Gómez und Óscar del Monte – Pieles – Du kannst nicht aus deiner Haut (Pieles)
- Sylvie Imbert und Paco Rodríguez Frías – Abracadabra

2019
Sylvie Imbert, Pablo Perona und Amparo Sánchez – El hombre que mató a Don Quijote
- Caitlin Acheson, Jesús Martos und Pablo Perona – Francisco Boix – Der Fotograf von Mauthausen (El fotógrafo de Mauthausen)
- Anabel Beato und Rafael Mora – Quién te cantará
- Raquel Fidalgo, Alberto Hortas und Noé Montes – Gun City (La sombra de la ley)

## 2020er Jahre
2020
Nacho Díaz, Ana López-Puigcerver und Belén López-Puigcerver – Mientras dure la guerra
- Olga Cruz und Karmele Soler – Die obskuren Geschichten eines Zugreisenden (Ventajas de viajar en tren)
- Nacho Díaz, Yolanda Piña und Félix Terrero – Der endlose Graben (La trinchera infinita)
- Ana Lozano, Sergio Pérez Berbel und Montse Ribé – Leid und Herrlichkeit (Dolor y gloria)

2021
Ricardo Molina und Beatushka Wojtowicz – Tanz der Unschuldigen (Akelarre)
- Milu Cabrer und Benjamín Pérez – Explota explota
- Mara Collazo, Elena Cuevas und Sergio López – Adú
- Paula Cruz, Nacho Díaz und Jesús Guerra – Geheime Anfänge (Orígenes secretos)

2022
Nacho Díaz, Benjamín Pérez und Sarai Rodríguez – Las leyes de la frontera
- Eli Adánez, Nacho Díaz und Sergio Pérez Berbel – Libertad
- Almudena Fonseca und Manolo García – Der perfekte Chef (El buen patrón)
- Sergio Pérez Berbel und Karmele Soler – Maixabel – Eine Geschichte von Liebe, Zorn und Hoffnung (Maixabel)

2023
Yolanda Piña und Félix Terrero – Modelo 77
- Carolina Atxukarro, Pablo Perona und Montse Sanfeliu – Los renglones torcidos de Dios
- Óscar del Monte, Raquel González und Sarai Rodríguez – La piedad
- Nacho Díaz und Paloma Lozano – Piggy (Cerdita)
- Jesús Gil und Irene Pedrosa – As bestas

2024
Ana López-Puigcerver, Belén López-Puigcerver und Montse Ribé – Die Schneegesellschaft (La sociedad de la nieve)
- Caitlin Acheson, Benjamín Pérez und Nacho Díaz – Saben aquell
- Eli Adánez und Juan Begara – La ternura
- Ainhoa Eskisabel und Jone Gabarain – 20.000 Arten von Bienen (20.000 especies de abejas)
- Sarai Rodríguez, Noé Montes und Óscar del Monte – Valle de sombras

2025
Karmele Soler, Sergio Pérez Berbel und Nacho Díaz – Marco
- Eli Adánez und Paco Rodríguez Frías – Die rote Jungfrau (La virgen roja)
- Patricia Rodríguez und Tono Garzón – La infiltrada
- Morag Ross und Manolo García – The Room Next Door
- Karol Tornaria – El 47